# Tivoization
La Tivoization è la creazione di un sistema che incorpora software sotto i termini di una licenza copyleft, ma usa l'hardware per proibire agli utenti di eseguire versioni modificate del software su quell'hardware e prende il nome dal videoregistratore digitale TiVo in cui era implementato questo vincolo. L'inventore del termine, Richard Stallman, ritiene che questa pratica neghi agli utenti alcune delle libertà che la GNU General Public License (GPL) intende garantire.

## Dibattito
Il termine proviene in riferimento all'utilizzo che TiVo fa del software rilasciato sotto licenza GNU GPL nel proprio videoregistratore digitale.
Il software TiVo incorpora il kernel Linux e del software GNU, entrambi i quali sono rilasciati sotto la versione 2 della GNU General Public License (GPLv2). Tale GPLv2 richiede ai distributori di rendere il corrispondente codice sorgente disponibile a ogni persona che riceve il software. L'obiettivo di questa richiesta è consentire agli utenti del software rilasciato sotto GPL di modificare il software per meglio adattarlo ai propri scopi.
Tuttavia, Stallman crede che TiVo abbia aggirato questa norma, facendo sì che il prodotto esegua solo programmi la cui firma digitale è fra quelle autorizzate dal produttore di TiVo. Così, mentre TiVo aderisce alle richieste della GPLv2 e permette la modifica del codice sorgente, ogni software modificato non sarà eseguibile sull'hardware TiVo.
Linus Torvalds, l'autore del kernel Linux, ha detto che è appropriato per TiVo usare firme digitali per stabilire quali software possono girare sui sistemi che acquistano. Secondo Torvalds, l'utilizzo di firme digitali private è necessario per migliorare la sicurezza dei sistemi. Torvalds crede anche che le licenze sul software dovrebbero solo tentare di controllare il software, non l'hardware sul quale gira: a condizione che chiunque abbia accesso al sorgente, e possa modificarlo per girare su qualche altro hardware, non ci sarebbe quindi nulla di eticamente scorretto nell'utilizzare firme digitali per prevenire l'esecuzione di copie modificate di Linux su un hardware specifico. Altri sviluppatori del kernel Linux, incluso Alan Cox, hanno espresso opinioni divergenti da quella di Torvalds.
Stallman e la Free Software Foundation hanno tentato di rispondere a qualcuna di queste preoccupazioni, dichiarando che la GPLv3 consentirà l'utilizzo di firme digitali private per scopi di sicurezza, ma non in generale.

## GPLv3
Come risultato, uno degli obiettivi della proposta GPL Versione 3 è di prevenire la "Tivoization". Secondo Eben Moglen, "la licenza dovrebbe proibire i mezzi tecnici che permettono di aggirarne le regole, con la stessa chiarezza con cui proibisce i mezzi legali per aggirarle".
Nella terza e quarta bozza della GPLv3, rilasciate il 28 marzo e il 31 maggio 2007, la clausola contro la tivoization è stata limitata così da non essere applicata quando il software è distribuito ad aziende. Questo sistema permette di adottare la tivoization, per esempio, nel software per sistemi di voto elettronici o dispositivi elettromedicali. Linus Torvalds si è dichiarato inizialmente "sufficientemente soddisfatto" dalla terza bozza della GPLv3, in particolare per quanto riguarda le norme sul DRM, ma ha comunque dichiarato successivamente che il kernel Linux non verrà distribuito sotto tale licenza. La GPLv3 è stata rilasciata il 29 giugno 2007.